# Понте Сфондато-Колтимоне (Ријети)
Понте Сфондато-Колтимоне је насеље у Италији у округу Ријети, региону Лацио.
Према процени из 2011. у насељу је живело 232 становника. Насеље се налази на надморској висини од 114 м.